# Ítélet Magyarországon
Az Ítélet Magyarországon egy 2013-ban megjelent portugál–magyar–német dokumentumfilm a 2008–2009-es magyarországi romagyilkosságokat követő bírósági tárgyalásról és annak körülményeiről.
A forgatások az első tárgyalási napon, 2011. március 25-én kezdődtek, és 2013. augusztus 6-án az ítélet kihirdetésével értek véget. A film készítője, Hajdú Eszter a sorozatgyilkosság áldozatainak állít emléket.

## A filmről röviden
A közbeszédben romagyilkosságokként ismert eset egy romák elleni támadássorozat volt, kimondottan cigányellenes, rasszista indítékkal követték el 2008 júliusa és 2009 augusztusa között, és amely a magyarországi kriminalisztika történetének egyik legsúlyosabb bűncselekmény-sorozata volt.
Hajdú Eszter, a dokumentumfilm rendezője a stáb tagjaival a per összes, 167 tárgyalási napját rögzítette. A stáb nemcsak a tárgyalóteremben rögzítette az ott történteket, hanem az egész eljárást nyomon követte, így a szemlétől kezdve a helyszíneken át mindent bejártak, illetve az áldozatok családtagjaival is interjúkat készítettek, ezzel még mélyebbé téve az amúgy sem könnyű témájú filmet. A per során az első néhány és az utolsó pár napon volt nagy nemzetközi és magyar médiaérdeklődés, a tárgyalási napok túlnyomó többségén azonban a sajtó sem vett részt. Az Ítélet Magyarországon magyar állami támogatás nélkül, teljesen független dokumentumfilmként készült el magyar–német–portugál koprodukcióban. A film világpremierje a dokumentumfilmek Cannes-jaként számon tartott Amszterdami Nemzetközi Dokumentumfilm-fesztiválon (IDFA) volt.
A film főszerepében a bíró, Miszori László áll, aki sokszor karcos stílusával, határozott fellépésével a film minden pillanatában magára irányítja a figyelmet, konfrontálódik mindenkivel, tanúkkal, újságírókkal – a bíró ellen a későbbiekben más okból fegyelmi eljárás indult az ügy kapcsán.
A magyar dokumentumfilm – főleg témája és mélysége miatt – bejárta az egész világot, illetve több díjat is megnyert.